# The Story of Time
The Story of Time ist ein britischer Kurzfilm aus dem Jahr 1951.

## Handlung
Der Erzähler berichtet von der Entstehung der Zeitmessung. Eine zentrale Rolle spielte die Sonne, über deren Scheinen und den zugehörigen Schattenwurf schon frühzeitig der Tag in Zeitabschnitte unterteilt werden konnte. Im alten Ägypten schuf man mit der Sonnenuhr erste Zeitmessgeräte. Wolken, Sturm oder die Nacht konnten diese Zeitmessung jedoch verhindern. Feueruhren halfen schließlich, die Zeit auch nachts zu ermitteln. Es folgten Neuerungen wie die Wasseruhr und die Sanduhr, wobei die ermittelten Zeitintervalle immer kleiner wurden und schließlich bis in den Sekundenbereich reichten. Uhren aus Metall führten zu einer neuen Zeitmessungsmöglichkeit. Galileo Galilei entwickelte die Pendeluhr, es folgte die mechanische Uhr. John Harrison entwickelt den ersten Marine Chronometer, während im 20. Jahrhundert die Entwicklung der Automatikuhr vorangetrieben wird. Zahlreiche Versuche scheitern, bevor Hans Wilsdorf die Entwicklung der Automatikuhr gelang, die zudem stoß- und wasserfest ist.

## Produktion
The Story of Time wurde von Robert G. Leffingwell für Rolex produziert. Der Film entstand in Technicolor und mischt Realfilmaufnahmen mit Animationssequenzen (Stop-Motion und Zeichentrick). Die Animation stammt von Frans Hendrix, der auch als Kameramann fungierte. Die von Guy Warrack komponierte Musik spielte das London Symphony Orchestra ein.

## Auszeichnungen
Auf der Berlinale 1951 erhielt der Film die Goldene Plakette für den besten Werbefilm. The Story of Time wurde 1952 für einen Oscar in der Kategorie „Bester Kurzfilm (eine Filmrolle)“ nominiert, konnte sich jedoch nicht gegen World of Kids durchsetzen.